# Мбома, Патрик
Анри́ Патри́к Мбома́ Дем (фр. Henri Patrick Mboma Dem; 15 ноября 1970, Дуала, Камерун) — камерунский футболист, нападающий. Выступал за сборную Камеруна. Лучший футболист Африки 2000 года, дважды победитель кубка африканских наций и обладатель золотой медали олимпийских игр.

## Клубная карьера
В возрасте двух лет вместе с родителями переехал из Камеруна во Францию. Воспитанник команды «Стад де Л’Эст».
В 1990 году Мбома стал игроком клуба «Пари Сен-Жермен». Вначале играл за вторую команду, где являлся игроком основного состава и одним из лучших бомбардиров команды. Летом 1992 года был отдан в аренду «Шатору». По итогам первого сезона «Шатору» покинул Дивизион 2, однако уже в следующем сезоне команда вернулась обратно, завоевав первое место в Лиге 3. После двухлетнего пребывания в «Шатору» камерунец вернулся в ПСЖ. В чемпионате Франции дебютировал 23 сентября 1994 года в матче против «Осера» (1:1). Мбома в итоге не стал игроком основного состав проведя всего 8 матчей (забив 1 гол), параллельно выступая за вторую команду.
Летом 1995 года отправился в аренду в «Мец». Вместе с командой занял четвёртое место в чемпионате и выиграл Кубок французской лиги, где «Мец» в финале одолел «Лион». После возвращения в «Пари Сен-Жермен», где в течение полугода отыграл в 8 играх (забив 1 гол) чемпионата.
В 1997 году нападающий стал игроком японской команды «Гамба Осака». По итогам сезона камерунец забил 25 голов, завоевал титул лучшего бомбардира чемпионата Японии и вошёл в символическую сборную турнира. По итогам 1997 года Мбома вошёл в десятку лучших футболистов Африки. В мае 1998 года не играл из-за травмы паха. Выступая за «Гамбу» он забил один из самых быстрых голов и первый хет-трик в истории чемпионата Японии. Спустя год, за 4,5 млн евро, его контракт был выкуплен итальянским «Кальяри». Дебют в чемпионате Италии состоялся 13 сентября 1998 года в игре против «Интернационале» (2:2). 21 марта 1999 года Мбома сделал хет-трик в ворота «Эмполи» (5:1). Это был первый и до сих единственный хет-трик футболиста из Камеруна в матчах чемпионата Италии. В сезоне 1999/00 «Кальяри» заняло предпоследнее место и вылетело в Серию B.
После вылета «Кальяри», «Парма» выкупила контракт камерунца за 6 млн евро. По итогам 2000 года, в котором Мбома завоевал золото на кубке африканских наций и олимпийских играх, камерунец был признан лучшим африканским игроком по версии Би-би-си и Африканской федерации футбола. Также он претендовал на получение Золотого мяча. «Парма» смогла занять четвёртое место в чемпионате и дойти до финала Кубка Италии, где уступила «Фиорентине». Мбома в ходе турнира забил 6 мячей, как и ещё трое футболистов — стал лучшим бомбардиром Кубка Италии.
В феврале 2002 года перешёл в английский «Сандерленд» за 4,5 млн евро. В новой команде Патрик хотел взять 70 номер (в честь года рождения — 1970), однако руководство премьер-лиги отказало и камерунец играл под 7 номером. В составе команды забил лишь один гол (в ворота «Тоттенхэма») в восьми играх. По итогам сезона команда сумела сохранить место в Премьер-лиге, однако летом 2003 года Мбома перешёл в трипольский «Аль-Иттихад».
В начале 2003 года вернулся в Японию, подписав контракт с клубом «Токио Верди», где он должен был заменить ушедшего бразильца Эдмундо. Летом 2004 года перешёл в «Виссел Кобе», где игроком основного состава из-за травм он не стал. В мае 2005 года Мбома объявил о завершении карьеры футболиста.

## Карьера в сборной
Дебют в сборной Камеруна состоялся 24 декабря 1995 года в матче против Либерии (1:0). В феврале 1998 года Патрика вызвали для участия в Кубке африканских наций, где Камерун дошёл до 1/4 финала. Главный тренер «львов» Клод Ле Руа также вызвал его и на чемпионат мира во Франции. Мбома сыграл во всех трёх играх группового турнира и забил гол в матче против Чили.
В 2000 году Патрик вместе с командой стал победителем Кубка африканских наций. В финале он забил гол в основное время и в серии пенальти в ворота Нигерии. Мбома в ходе турнира забил 4 гола, как и другой нападающий сборной Самюэль Это’о.
Летом 2000 года нападающий поехал на Олимпиаду в Сиднее, куда он попал благодаря квоте для игроков старше 23 лет. На момент соревнований ему было 29 лет. Камерун стал триумфатором турнира, обыграв в финальной игре в серии одиннадцатиметровых ударов Испанию. Мбома стал автором четырёх голов на Олимпийских играх.
В следующем году принял участие в Кубке конфедераций, где африканцы заняли третье место в группе. В 2002 году он во второй раз выиграл Кубок африканских наций. По ходу турнира он забил три гола и вместе с нигерийцем Агаховой и соотечественником Саломоном Олембе стал лучшим бомбардиром соревнований. Также он вошёл в символическую сборную турнира. В связи с травмой он смог принять участие в финальной игре.
Мбома выступал на чемпионате мира 2002. На Кубок африканских наций 2004 года тридцатичетырёхлетний Мбома поехал благодаря вмешательству президента Камеруна Поля Бийя. На групповом этапе он отметился голом в ворота Алжира (1:1) и хет-триком в ворота Зимбабве (5:3), что позволило ему стать лучшим бомбардиром турнира, вместе с ещё тремя футболистами. В матче 1/4 финала Камерун уступил Нигерии и вылетел из турнира. Данная встреча стала последней в футболке «неукротимых львов».
Всего за сборную Камеруна Мбома провёл 55 матчей и забил 33 гола, выступая за команду на протяжении девяти лет.

## Дальнейшая жизнь
В 2007 году принял участие в благотворительном матче в честь 89-летия Нельсона Манделы.
В 2010 году Мбома представлял заявку Японии на получение чемпионата мира 2022 года.
В мае 2022 года в мечети Бонамосади Дуалы, произнеся шахаду, принял ислам, после своего обращения у него новое имя: Абдул Джалил Мбома.

## Достижения

### Командные
«Шатору»
- Победитель Лиги 3: 1993/94

«Мец»
- Обладатель Кубка французской лиги: 1995/96

Сборная Камеруна
- Победитель Кубка африканских наций (2): 2000, 2002
- Победитель летних Олимпийских игр: 2000

### Личные
- Лучший бомбардир Кубка африканских наций (2): 2002, 2004
- Лучший бомбардир чемпионата Японии: 1997
- Африканский футболист года: 2000
- Африканский спортсмен года по версии Би-би-си: 2000

## Статистика
| Сезон   | Клуб                  | Лига             | Чемпионат | Чемпионат | Кубок | Кубок | Континент. | Континент. |
| Сезон   | Клуб                  | Лига             | Игры      | Голы      | Игры  | Голы  | Игры       | Голы       |
| ------- | --------------------- | ---------------- | --------- | --------- | ----- | ----- | ---------- | ---------- |
| 1992/93 | Шатору                | Лига 2           | 19        | 5         |       |       |            |            |
| 1993/94 | Шатору                | Лиге 3           | 29        | 17        |       |       |            |            |
| 1994/95 | Пари Сен-Жермен       | Лига 1           | 8         | 1         | 2     | 1     | 1          | 2          |
| 1995/96 | Мец                   | Лига 1           | 17        | 4         | 4     | 2     |            |            |
| 1996/97 | Пари Сен-Жермен       | Лига 1           | 8         | 1         |       |       | 3          | 1          |
| 1997    | Гамба Осака           | Чемпионат Японии | 28        | 25        |       |       |            |            |
| 1998    | Гамба Осака           | Чемпионат Японии | 6         | 4         |       |       |            |            |
| 1998/99 | Кальяри               | Серия A          | 13        | 7         | 3     | 1     |            |            |
| 1999/00 | Кальяри               | Серия A          | 27        | 8         | 4     | 6     |            |            |
| 2000/01 | Парма                 | Серия A          | 20        | 5         | 4     | 0     | 3          | 1          |
| 2001/02 | Парма                 | Серия A          | 4         | 0         | 2     | 0     | 2          | 1          |
| 2001/02 | Сандерленд            | Премьер-лига     | 9         | 1         |       |       |            |            |
| 2002/03 | Аль-Иттихад (Триполи) | Чемпионат Ливии  | 28        | 12        |       |       |            |            |
| 2003    | Токио Верди           | Чемпионат Японии | 23        | 13        |       |       |            |            |
| 2004    | Токио Верди           | Чемпионат Японии | 12        | 4         |       |       |            |            |
| 2004    | Виссел Кобе           | Чемпионат Японии | 6         | 2         |       |       |            |            |
| 2005    | Виссел Кобе           | Чемпионат Японии | 4         | 0         |       |       |            |            |